# Adrian Ellison
Pour les articles homonymes, voir Ellison.
Adrian Charles Ellison, né le 11 septembre 1958 à Solihull, est un rameur d'aviron britannique.

## Carrière
Adrian Ellison participe aux Jeux olympiques de 1984 à Los Angeles. Il remporte la médaille d'or en quatre avec barreur, avec Martin Cross, Richard Budgett, Andy Holmes et Steven Redgrave. Aux Championnats du monde d'aviron, il est médaillé de bronze en deux avec barreur en 1981 et en huit en 1989.